# Filippo Tasso
Filippo Tasso (Milano, 26 agosto 1940 – Modena, 17 dicembre 2021) è stato un calciatore e allenatore di calcio italiano, di ruolo attaccante.

## Caratteristiche tecniche
Ala o mezzala tecnicamente dotata, molto forte di testa, ambidestro, disponeva di un tiro potente e buone qualità fisiche.

## Carriera

### Giocatore

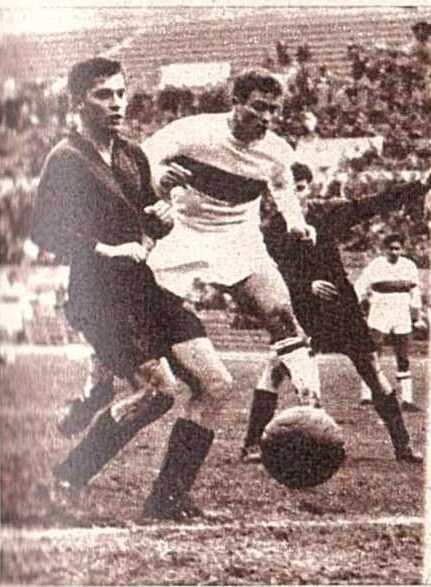
Il gol di Tasso nel pareggio in Coppa delle Fiere contro l'; avendo già segnato nella gara d'andata, il gol dell'1-1 sancisce il complessivo 4-2 e il sicuro passaggio del turno dei giallorossi

Messosi in luce in giovane età col Fanfulla in IV Serie, nel 1958 viene acquistato dalla Roma. Nella capitale, chiuso da giocatori come Dino Da Costa, Alcides Ghiggia e il neoacquisto Arne Selmosson, trova poco spazio in prima squadra dimostrando nelle poche occasioni concessegli buoni doti realizzative: in campionato realizza infatti 2 reti in 3 incontri disputati, nel pareggio contro la Fiorentina per 1-1 e nel 4-1 contro il Torino, sancendo la retrocessione dei granata in Serie B, e nella Coppa delle Fiere 1958-1960 va a segno in entrambe le gare da lui disputate, contro l'Hannover 96, sia nel successo per 3-1 (gol e assist) all'andata che nell'1-1 al ritorno.
A fine stagione viene ceduto in Serie B alla Sambenedettese, dove realizza 8 reti su 27 incontri disputati, quindi inizia un lungo percorso che lo porterà a cambiare casacca quasi ogni anno. Scende in Serie C per indossare le maglie di Taranto e Lecce, tornando poi fra i cadetti, pur senza conquistare il posto da titolare, con Monza (12 gare, un gol) e Palermo (5 presenze senza reti nella stagione 1964-1965). In Sicilia subisce un grave infortunio al menisco e una volta ristabilitosi scende in Serie C, acquistato dal Piacenza. Nell'estate 1966, pur reduce da un campionato da titolare, viene posto in lista di trasferimento, e passa all'Alessandria: qui scende in campo in 3 occasioni, frenato da frequenti ricadute dell'infortunio occorsogli a Palermo. Prosegue quindi la carriera nelle serie minori, stabilendosi definitivamente in provincia di Modena dove trova anche impiego.
In carriera ha totalizzato complessivamente 3 presenze con 2 reti in Serie A e 47 presenze con 9 reti in Serie B, 115 presenze con 21 reti in Serie C e 139 presenze con 47 reti in Serie D.

### Allenatore
Dopo aver cessato l'attività agonistica intraprende la carriera di allenatore dilettante, guidando a lungo formazioni modenesi delle serie minori, e successivamente sarà dirigente sportivo a Montale, Crevalcore, Vignola, Sassuolo, Real Modena e Formigine.